# جاريت شايفر
جاريت شايفر (بالإنجليزية: Jarrett Schaefer؛ بالألمانية: Jarrett Schaefer) هو كاتب سيناريو ومخرج ألماني وأمريكي، ولد في 1979 في لنداشتول في ألمانيا.

## وصلات خارجية
- جاريت شايفر على موقع IMDb (الإنجليزية)
- جاريت شايفر على موقع أول موفي (الإنجليزية)
- جاريت شايفر على موقع قاعدة بيانات الفيلم (الإنجليزية)